# 이건 (축구 선수)
이건(1996년 1월 8일 ~ )은 대한민국의 전직 축구 선수였다. 전직 축구인 출신인 그의 현역 시절 포지션은 좌측에서 주로 활동하는 윙어 혹은 윙백였다.

## 축구인 경력

### 클럽 경력
이건은 안산부곡중학교 3학년 시절, 2010년 전국 춘-추계연맹전 득점왕 타이틀을 거머쥐면서, 대형 유망주로 거듭나고 있었다. 이 후, 당시 제주 유나이티드 FC 유소년팀이었던 서귀포고등학교에 진학하였고, U-17, U-20 연령별 대표팀을 거치며 성장하고 있었다. 당시에 이건은 최전방 스트라이커로써 활용되고 있었다. 2014 K리그 드래프트에서 제주의 우선 지명을 받고, 중앙대학교 축구부에 입단하게 되었다. 그러나 고등학교 때부터 발목을 잡은 부상 이력 때문에 U-19 대표팀에는 탈락의 고배를 마시기도 하였다. 부상 이후 회복을 통해 다시 중앙대 주전으로 자리를 잡아 성장해 나갔으나, 제주의 우선 지명은 철회되었었다.
2016년 12월 7일 K리그 챌린지의 안산 그리너스 FC의 창단 멤버로 입단하였다.
2019시즌을 앞두고 성남 FC에 입단했다.
2019시즌 종료 후 개인 SNS를 통해 현역에서 은퇴함을 알렸다.

### 국가대표 경력
2018년에는 중국에서 열린 AFC U-23 대표팀에 선발되었다.